# La Mancellière-sur-Vire
La Mancellière-sur-Vire è un comune francese di 491 abitanti situato nel dipartimento della Manica nella regione della Normandia.

## Società

### Evoluzione demografica
Abitanti censiti